# Curătura, Șoldănești
Curătura este un sat din cadrul comunei Alcedar din raionul Șoldănești, Republica Moldova.